# Bernardo Strozzi

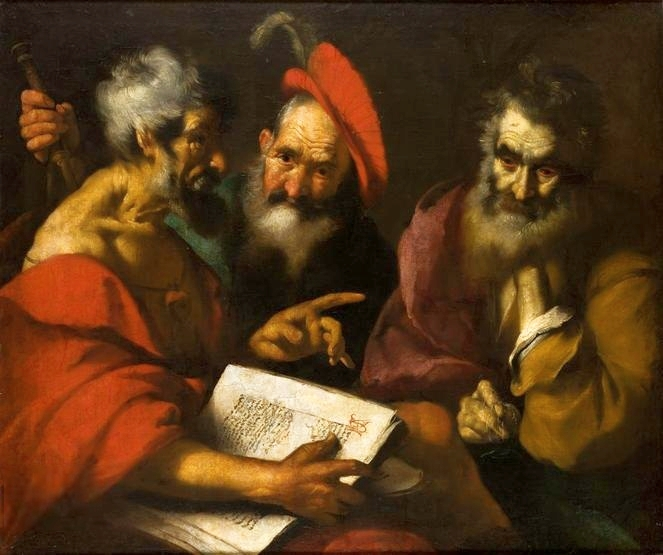
Spór trzech mędrców (ok. 1620-1625), Kolekcja „Europeum” Muzeum Narodowego w Krakowie

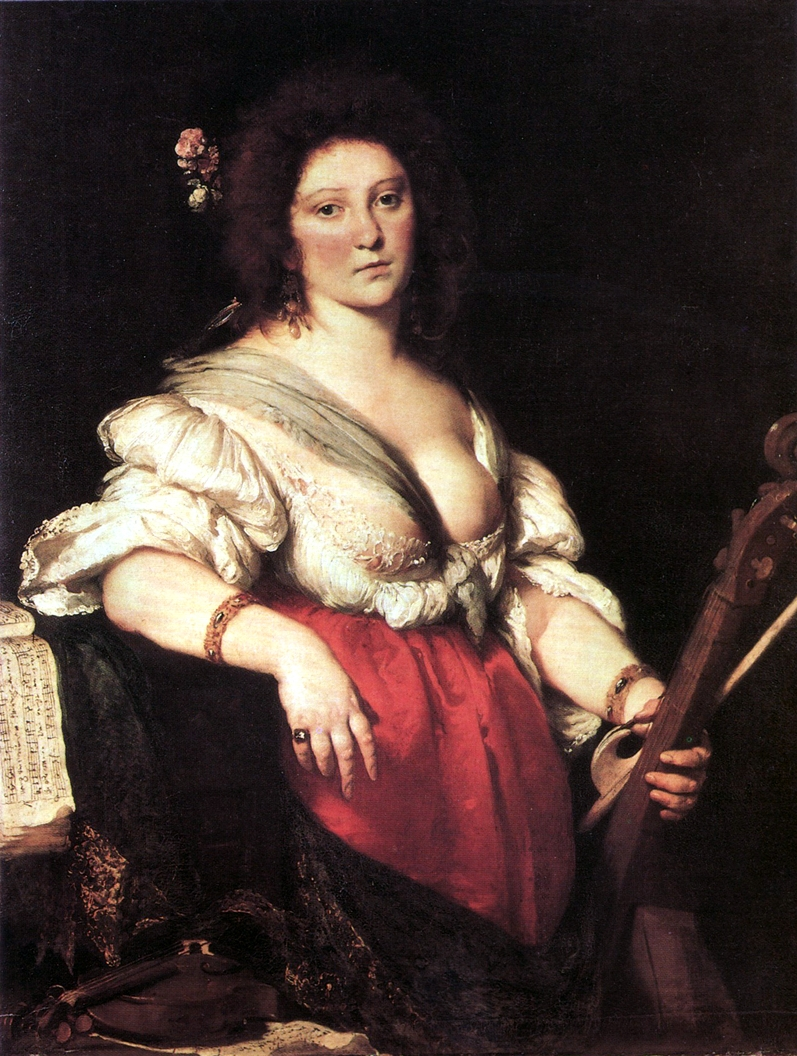
Grająca na violi da gamba (ok. 1635), Galeria Obrazów Starych Mistrzów w Dreźnie

Bernardo Strozzi, zw. Il Prete Genovese lub Il Cappuccino (ur. w 1581 w Genui, zm. 2 sierpnia 1644 w Wenecji) – włoski malarz okresu baroku.
Malarstwa uczył się u Pietra Sorriego ze Sieny. W latach 1598–1610 był w zakonie kapucynów w Genui. W następnych latach był czynnym misjonarzem. Pomiędzy 1614-1621 pracował jako inżynier portowy. Około 1630 wyjechał do Wenecji, gdzie uzyskał tytuł arystokratyczny.
Malował portrety, sceny alegoryczne, rodzajowe (często muzyków) oraz obrazy religijne. Pozostawał pod wpływem manieryzmu florenckiego i mediolańskiego. Oddziałali na niego także Caravaggio i Peter Paul Rubens.
Wywarł duży wpływ na malarstwo weneckie XVII w.

## Dzieła
- Adoracja pasterzy (1616-18) – Baltimore, Walters Art Museum,
- Alegoria sławy (1635-36) – Londyn, National Gallery,
- Alegoria sztuk – St. Petersburg, Ermitaż,
- Dawid z głową Goliata (ok. 1635) – St. Petersburg, Ermitaż,
- Grająca na violi da gamba (ok. 1635) – Drezno, Galeria Obrazów Starych Mistrzów,
- Grający na flecie (1623-25) – Genua, Palazzo Rosso,
- Grosz czynszowy (1630-35) – Budapeszt, Muzeum Sztuk Pięknych,
- Izaak błogosławiący Jakuba (ok. 1615) – Genua, Palazzo Bianco,
- Jałmużna św. Wawrzyńca – Wenecja, San Nicolo dei Tolentini,
- Kucharka (ok. 1625) – Genua, Palazzo Rosso,
- Nawiedzenie (ok. 1620) – Warszawa, Muzeum Narodowe,
- Porwanie Europy – (1630 – 1640), olej na płótnie, 225 × 342 cm, Galeria Malarstwa i Rzeźby Muzeum Narodowego w Poznaniu,
- Miłosierdzie św. Wawrzyńca – Wenecja (1639-1640), 206 × 162 cm, kościół San Niccolò dei Tolentini,
- Lutnista (ok. 1640) – Wiedeń, Kunsthistorisches Museum,
- Portret młodzieńca (ok. 1635) – Paryż, Luwr,
- Powołanie św. Mateusza (ok. 1617) – Worcester, Art Museum,
- Prorok Eliasz i wdowa z Sarepty (ok. 1630) – Wiedeń, Kunsthistorisches Museum,
- Próżność (1635-40) – Moskwa, Muzeum Puszkina,
- Salome z głową Jana Chrzciciela (ok. 1630) – Berlin, Gemäldegalerie,
- Spór trzech mędrców (przed 1625) – Kolekcja „Europeum” Muzeum Narodowe w Krakowie,
- Spóźnione zaloty (ok. 1625) – Moskwa, Muzeum Puszkina,
- Św. Cecylia (1623-25) – Madryt, Muzeum Thyssen-Bornemisza,
- Św. Weronika (1625-30) – Madryt, Prado,
- Święta Rodzina ze św. Janem Chrzcicielem – Paryż, Luwr,
- Uczta w domu Szymona (ok. 1630) – Wenecja, Accademia,
- Uzdrowienie Tobiasza (ok. 1635) – St. Petersburg, Ermitaż,
- Wiosna i lato (ok. 1640) – Dublin, Narodowa Galeria Irlandii,
- Zwiastowanie (1643-44) – Budapeszt, Muzeum Sztuk Pięknych.